# Doctor J. Eulogio Estigarribia
Doctor J. Eulogio Estigarribia é um distrito do Paraguai, localizado no departamento de Caaguazú. Possui uma população de 25.659 habitantes. Sua economia é baseada na pecuária.

## Transporte
O município de Doctor J. Eulogio Estigarribia é servido pela seguinte rodovia:
- Ruta 07, que liga a Ponte da Amizade (BR-277 - estado do Paraná) ao município de Coronel Oviedo
- Caminho em rípio ligando a cidade ao município de Nueva Toledo[1][2][3]